# Davek na ogljik
Davek na ogljik je okoljevarstveni davek, ki ga obračunavajo za uporabo goriv, ki vsebujejo ogljik. Ogljik je prisoten v vseh fosilnih gorivih (premog, nafta, zemeljski plin) in se pri gorenju sprošča kot ogljikov dioksid (CO2). Negorljivi viri energije (voda, sončna energija, hidroenergija, jedrska energija) ne pretvarjajo ogljikovodikov v CO2. CO2 je toplogredni plin, ki zadržuje toploto. Znanstveniki opozarjajo na možne vplive uhajanja toplogrednih plinov v atmosfero (glej mnenja znanstvenikov na globalno segrevanje).:2
Zgorevanje fosilnih goriv povzroča uhajanje toplogrednih plinov v ozračje. Davek na te izpuste se lahko obračunava preko obdavčevanja vsebnosti ogljika v fosilnih gorivih in sicer na katerikoli točki proizvodnje goriva.
Davek na emisije CO2 ponuja ekonomsko učinkovito metodo zmanjševanja toplogrednih plinov. Z ekonomskega stališča je davek na emisije CO2 t. i. Pigovian-ov davek. Ta pripomore k ozaveščanju tistih akterjev onesnaževanja, ki se tega problema ne zavedajo. Davki na ogljik so regresivni davki, pri čemer nesorazmerno vplivajo na skupine z nizkimi dohodki, kar pa lahko država preko prerazporeditve davčnih prihodkov omili.
Številne države so vpeljale davek na emisije CO2 oz. energetski davek, ki je povezan z vsebnostjo ogljika. Večina okoljevarstvenih davkov v državah članicah Organizacije za gospodarsko sodelovanje in razvoj (OECD), ki se nanašajo na toplogredne pline, se zaračunavajo na podlagi energetskih produktov, uporabo motornih vozil, ne pa na dejanski izpust emisij CO2.
Nasprotovanja povečanemu okoljskemu nadzorovanju, kot je tudi davek na emisije CO2, se kažejo v skrbeh, da bi se podjetja premaknila drugam, ljudje pa izgubili delo.
Toda splošno mnenje je, da je davek na emisije CO2 učinkovitejša metoda, kot pa neposredni nadzor in vodi celo v povečano zaposlovanje (glej opombe). Velike porabnice ogljikovih virov v proizvodnji energije, kot so ZDA, Rusija in Kitajska, se vpeljavi davka na emisije CO2 upirajo.

## CO2in globalno segrevanje
Ogljikov dioksid je eden izmed številnih toplogrednih plinov, ki ga povzroča človek (antropogeni toplogredni plini). Znanstveno mnenje je, da so toplogredni plini, ki jih izpupšča človek, glavni vzrok za globalno segrevanje Zemlje in da je ogljikov dioksid najpomembnejši antropogeni toplogredni plin. Letno človek proizvede 27 milijard ton ogljikovega dioksida. Fizične posledice CO2 v atmosferi se merijo v spremembi energetskega ravnotežja v zemeljski atmosferi- z radioaktivnostjo CO2. Davki na ogljik so eni izmed možnih vladnih ukrepov za zmanjšanje izpustov toplogrednih plinov.
V Kjotskem protokolu so emisije ogljikovega dioksida regulirane poleg ostalih toplogrednih plinov. Različni toplogredni plini imajo različne fizične lastnosti: faktor segrevanja ozračja je mednarodno sprejeta lestvica, s katero se meri količina nekega toplogrednega plina, izražena v tonah, ki ima enak toplotni učinek kot ogljikov dioksid.

## Ekonomska teorija
Davek na emisije CO2 je posredni davek - davek na transakcijo- v nasprotju z direktnim davkom, ki je vezan na dohodek. Davek na emisije CO2 je tudi cenovni instrument, saj določa ceno za ogljikove emisije. V ekonomski teoriji je onesnaževanje označeno kot negativni zunanji dejavnik: bogatenje nekaterih onesnaževalcev, posredno vpliva tudi na druge stranke, ki niso neposredno odgovorne za onesnaževanje, kar povzroča tržno neravnovesje.
Arthur Pigou je družbo želel seznaniti z onesnaževanjem tako, da je predlagal obdavčitev dobrin (v tem primeru goriv iz ogljikovodikov), ki kot posledico izločajo ogljikov dioksid, da bi tako dobili realno ceno proizvodnje dobrine. Davek, vezan na negativne zunanje vplive, se imenuje Pigovian davek in naj bi bil enakovreden mejnim stroškom škode za okolje.
Znotraj Pigeonovega ogrodja so spremembe majhne in zato vpliv na gospodarstvo ni prevelik. Znanstveniki se strinjajo, da je vpliv na klimatske spremembe lahko katastrofalen in povzroči nezanemarljive spremembe okolja. To pomeni, da klimatske spremembe lahko pomembno vplivajo na zmanjševanje prihodkov in zmanjšan dobrobit ljudi.  Sporna je višina sredstev, ki naj bi bila namenjena preprečevanju podnebnih sprememb. Politika, ki je oblikovana za zmanjševanje ogljikovih emisij, bi morala biti bolj prepoznavna.
Pričakovano je, da bodo cene goriv iz ogljikovodikov v nadaljevanju še vedno rasle, saj se vedno več držav industrializira in s tem povečuje zahtevo po dobavi goriva. Spodbujanje varčevanja z energijo in davek na emisije CO2 bi naredil obnovljive vire energije (veter, sončna in termalna energija) bolj konkurenčne in s tem spodbujal njihovo rast.

## Socialni stroški ogljika
Družbeni strošek ogljika (SCC-Social Cost of Carbon) predstavlja ocenjeni mejni strošek škode, ki jo povzroči vsaka dodatna tona CO2, kadarkoli izpuščenega v atmosfero. Za izračun SCC moramo oceniti, koliko časa se ogljikov dioksid zadržuje v atmosferi, pri tem pa je treba upoštevati vplive klimatskih sprememb. Vpliv dodatne tone CO2 v ozračju moramo pretvoriti v enakovredne vplive kot v času, ko je prišlo do izpusta. V ekonomiji se primerjalni vplivi v času računajo z diskontno stopnjo. Ta stopnja določa težo učinkov, ki se pojavljajo ob različnih časovnih obdobjih.
Ekonomska teorija zagovarja, da je davek na ogljik potrebno izenačiti z SCC, če so ocene SCC pravilno izračunane. Vrednost emisijskih dovoljenj bi prav tako bila enaka vrednosti SCC. V resnici pa trgi niso popolni in ocene (izračuni) SCC niso popolni. (Yohe et al .., 2007:823).
Količino CO2 onesnaženosti merimo s težo (maso) onesnaženja. Včasih merimo neposredno, kot maso molekule ogljikovega dioksida. To se imenuje tona CO2 in je okrajšana na "tCO2". Druga možnost je, da merimo le težo ogljikovih atomov v onesnaženosti, brez upoštevanja mase kisikovih atomov. To imenujemo tona ogljika in jo označimo kot »tC«. Cena za davek na CO2 onesnaževanje se označi z dolarjem na tono, bodisi ogljika, bodisi ogljikovega dioksida, se pravi $ X / TC ali $ X/tCO2.
Ocene SCC so zelo negotove. Yohe et al. (2007:813) so iz literature o ocenah SCC povzele naslednje: recenzirane ocene SCC za leto 2005 so v povprečju $43/tC, s standardnim odklonom $83/tC. Širok razpon ocen kaže na veliko negotovost o podnebnih spremembah v znanosti (zelo malo vemo npr. o podnebni občutljivosti, ki je merilo količine globalnega segrevanja glede na podvojitev atmosferske koncentracije CO2). Razpon ocen lahko pojasnimo tudi z različno izbiro diskontne stopnje, različnim vrednotenjem gospodarskih in negospodarskih vplivov, odnosom do lastniškega kapitala ter z oceno morebitnih katastrofalnih vplivov. Ostale ocene SCC so dosegle razpon najmanj treh redov velikosti, od manj kot $ 1/tC na več kot 1.500 $ / tC. Res pa je, da se SCC skozi čas povečujejo. Stopnja rasti bo zelo verjetno od 2 do 4% na leto.

## Izpust ogljikovodikov
Izpust ogljikovodikov je učinek uredbe izpustov v eni državi, na izpuste v drugih državah / sektorjih, kjer niso veljale enake ureditve. Učinki izpustov so lahko tako negativni (tj. zviševanje učinkovitosti pri zmanjševanju skupnih izpustov) in pozitivne (zmanjšanje učinkovitosti pri zmanjševanju skupnih izpustov). Negativni izpusti, ki so zaželeni, se navadno imenuje "spill-over" (prelitje).
Po Goldemberg-u  (1996, str 28),je treba kratkoročne posledice uhajanja, oceniti pred učinki uhajanja na dolgi rok. Politika, ki bi uvedla davek na ogljik v razvitih državah, bi privedla do zviševanja izpustov v državah v razvoju, oziroma državah, ki tega davka nimajo. Vendar pa se lahko zmanjšanje izpustov pojavi zaradi znižanja povpraševanja po premogu, nafti in plinu iz razvitih držav in s tem posledično tudi svetovnih cen. To bi pomenilo, da si države v razvoju lahko privoščijo več katerih koli vrst goriv iz ogljikovodikov, tako da bi lahko nadomestili več nafte ali plina s premogom, v prizadevanju za zmanjševanje svojih skupnih izpustov. Vsekakor, pa v primeru da pride do zamud v uvajanju tehnologij, ki manj onesnažujejo okolje, pomeni zmanjševanje pozitivnih učinkov na daljše obdobje.

## Mejne prilagoditve, tarife in prepovedi
Številni predlogi so bili podani za odpravo pomislekov glede slabšanja konkurenčnosti držav, ki uvedejo davek na ogljik, v primerjavi z državami ki ga ne . Prav tako so bili podani podobni predlogi, za spodbuditev ostalih držav, da uvedejo davek na ogljik. Predlagana davčna politika vključuje spremembo mejnih davkov, davkov carinske trgovine in prepovedi trgovanja.
Mejni davek bi se nanašal na uvoz držav, ki ne upoštevajo oziroma nimajo davka na ogljik. Druga možnost bi bila trgovinska prepoved ali davek za države, ki nimajo davka na ogljik. Pojavila se je trditev, da bi bil lahko takšen pristop neugoden za ciljno državo kot trgovinski ukrep (Gupta et al .., 2007). Do sedaj sodna praksa Svetovne trgovinske organizacije ne predvideva posebnih davkov vezanih na podnebne spremembe. Razpravlja pa se tudi o administrativnem pogledu glede tega.

## Druge vrste davkov
Glej tudi: energetski davek, takse in dividende
Dva druga tipa davkov, ki sta povezana z davki ogljika, emisij in davkov na energijo. Davek na emisije toplogrednih plinov zahteva, da onesnaževalci posamezno plačajo pristojbine, dajatve ali davek za vsako tono emisij toplogrednih plinov, ki jih sprosti v ozračje, medtem ko se davek na energijo zaračuna neposredno od energetskih surovin.
Kar zadeva omejevanja podnebnih sprememb, davka na ogljik, ki se pobira po vsebnosti ogljika v gorivih, ni popoln nadomestek za davek na emisije CO2. Na primer, davek na ogljik spodbuja zmanjšano uporabo ogljikovodikovih goriv, vendar pa ne zagotavlja spodbud za zmanjšanje ali ublažitev izboljšanje tehnologije, na primer zajemanje in shranjevanje ogljika.
Energetika je enotno povečala davek za ceno energije, ne glede na emisije, ki jih proizvaja energetski vir (Fisher et al .., 1996, str 416). Oglas valorem energetski davek obračuna glede na energijske vsebnosti goriva ali vrednosti energijskega izdelka, ki sme ali ne sme biti v skladu z oddano količino toplogrednih plinov in njihovimi potenciali globalnega segrevanja. Študije kažejo, da je za zmanjšanje emisij, ki imajo določen znesek, bi bili davki za oglas valorem energije dražji od davkov ogljika. Čeprav so emisije CO2 zunanji učinki, pri uporabi energetskih storitev lahko povzroči druge negativne zunanje učinke, na primer, onesnaževanje zraka. Če so ti drugi zunanji učinki zaračunani, je lahko davek na energijo bolj učinkovit kot sam davek na ogljik.

## Nafta (motorni bencin, dizelsko gorivo, gorivo za reaktivne motorje)
Številne države članice Organizacije za gospodarsko sodelovanje in razvoj imajo obdavčeno gorivo neposredno za več let, za nekatere aplikacije, na primer v Združenem kraljestvu nalagajo dolžnost neposredno na olja vozil ogljikovodikov, vključno z motornim in dizelskim gorivom.
Ekvivalentno ravnanje je, kjer je prilagojena vsebnost ogljika v različnih gorivih.
Medtem, ko naj bi neposredno davčna poslala jasno sporočilo za potrošnika, uporabljen kot učinkovit mehanizem za zmanjšanje porabe goriva in njeno uporabo izpodbijala na nekaterih področjih:
- Obstajajo desetletne zamude ali več, ko so neučinkovita vozila in starejše modele preko filtra "voznega parka" nadomestili z novejšimi modeli.
- Iz političnih razlogov, odvračajo politiko, da uvede novo vrsto dajatve za svoje volivce.
- Obstaja nekaj dokazov, da odločitve potrošnikov o ekonomičnosti porabe goriva niso povsem usklajena s ceno goriva. Po drugi strani pa lahko to odvrnejo od proizvajalcev, ki proizvajajo vozila in se jim zdi, da imajo nižji prodajni potencial.

Vsaj toliko pomembna so druga prizadevanja, kot so uvedba standarda učinkovitosti za proizvajalca  ali spreminjanje pravil za davčne ugodnosti.
- V mnogih državah že obdavčeno gorivo vpliva na transport vedenje in na dvig drugih javnih prihodkov. V preteklosti so že izkoristili te davke na gorivo kot vir prihodkov, saj je njihova izkušnja ta, da je cenovna elastičnost goriva nizka, zato je povečanje obdavčitve goriva le nekoliko vplivala na njihovo gospodarstvo. Politika davka na ogljik je v teh okoliščinah nejasna.

Z uvedbo standardne učinkovitosti se je izboljšala poraba goriva, kar je protiutež za ustrezen davek na gorivo.
Namesto, da bi zmanjšali celotno porabo goriva, so potrošniki opazili, da bi za dodatne vožnje kupili težje in močnejše vozilo.

## Izračun
Davek na ogljik, ki uravnava SCC se razlikuje glede na vir goriva. Davek dobimo, ogljikov dioksid, proizvodnja goriva, na enoto mase ali volumna se pomnoži z SCC. Glede na povprečno vrednost, ki so jo pregledali strokovnjaki ($ 43/tC ali $ 12/tCO2), v spodnji tabeli ocene davka:
| Gorivo                      | CO2 Emisije (masa CO2 proizvedenega) | Davek (na enoto goriva) | CO2 Emisije (masa CO2 proizvedenega) | Davek na kWh električne energije |
| --------------------------- | ------------------------------------ | ----------------------- | ------------------------------------ | -------------------------------- |
| bencin                      | 2,35 kg/L                            | $0,028/L                | vir neimenovan                       | vir neimenovan                   |
| dizelsko gorivo             | 2,67 kg/L                            | $0,032/L                | vir neimenovan                       | vir neimenovan                   |
| gorivo za reaktivne motorje | 2,65 kg/L                            | $0,032/L                | vir neimenovan                       | vir neimenovan                   |
| zemeljski plin              | 0,1206 kg/m³                         | $0,023/m³               | 181 g/kWh                            | $0,0066                          |
| premog (lignit)             | 1,396 kg/kg                          | vir neimenovan          | 333 g/kWh                            | $0,0121                          |
| premog (subbitumen)         | 1,858 kg/kg                          | vir neimenovan          | 330 g/kWh                            | $0,0119                          |
| premog (bitumen)            | 2,466 kg/kg                          | vir neimenovan          | 317 g/kWh                            | $0,0115                          |
| premog (antracit)           | 2,843 kg/kg                          | vir neimenovan          | 351 g/kWh                            | $0,0127                          |

Upoštevajte, da davek na kWh električne energije je odvisen od toplotne učinkovitosti proizvodne naprave električne energije, ki se razlikuje od elektrarne do elektrarne. V tabeli sledi Ameriške fizične družbe ocena 10,3 BTU / Wh (33%). Ameriško fizikalno društvo opozarja, da "Pričakuje se, da prihodnost obratov, še posebej tistih, ki temeljijo na sistemih plinske turbine, imajo pogosto višjo učinkovitost, v nekaterih primerih presegajo 50%." Teoretično menjalno razmerje 100 % je 3,412 BTU / Wh. Bolj praktičnih omejitev za termoelektrarne je Carnotov izrek.